# Uriașul de fier
Uriașul de fier (în engleză The Iron Giant) este un film din 1999 animat de acțiune și aventură bazat pe romanul din 1968 The Iron Giant de Ted Hughes. Filmul a fost regizat de Brad Bird, produs de Allison Abbate și Des McAnuff și scris de Tim McCanlies și Brad Bird. Filmul a fost animat de Warner Bros. Feature Animation, și starurile Eli Marienthal, Jennifer Aniston, Harry Connick Jr., Christopher McDonald și John Mahoney. A fost lansat în Statele Unite pe 6 august 1999 și a primit evaluări mixte de la critici și a avut încasări de peste 31.3 millioane de dolari.